# Pilar Lois Acevedo
Pilar Lois Acevedo (Madrid 1912- San Sebastián 2000) en 1939  fue la primera médica colegiada en la provincia española de Guipúzcoa. Fue pionera en un mundo cerrado hasta entonces a la mujer. Ejerció la medicina en San Sebastián y fue ahijada de Clara Campoamor.

## Trayectoria profesional
Pilar Lois Acevedo nació en Madrid en 1912 en una familia acomodada y era hija única. Los abuelos de Clara Campoamor regentaban la portería de la casa de Pilar y las dos familias tuvieron una excelente relación, hasta el punto de que Clara Campoamor fue su madrina. Indudablemente este hecho influyó en su vida y le inculcó su afán de superación y el amor por el estudio y el conocimiento.
En 1936 terminó sus estudios en la Facultad de Medicina de la Universidad de Madrid. Junto a ella se licenciaron otras dos mujeres. De las tres solo Pilar llegó a ejercer como médica. 
La guerra civil le sorprendió en San Sebastián impidiendole regresar a Madrid por lo que se afincó en San Sebastián. Comenzó a trabajar  como médica, principalmente como pediatra.
La vida de Pilar estuvo ligada por el afán de superación y por haber abierto caminos vetados hasta entonces a la mujer.
Un premio anual del Colegio de Médicos de Guipúzcoa lleva su nombre.